# International Baccalaureate
Az International Baccalaureate (IB), korábban az International Baccalaureate Organization (IBO), egy 1968-ban alapított nonprofit szervezet, melynek székhelye Genfben, Svájcban található. Négy különböző programot ajánl diákoknak: a 15-19 éves korosztálynak az IB Diplomaprogramot és az IB Karrierprogramot, a 11–16 éveseknek az IB Középső évek programot, míg 3 és 12 év között az IB Első évek programot. A szervezetnek jóvá kell hagynia az iskolák jelentkezését a programba, azok taníttatásához.
2007-es változtatások óta az IB megnevezés már a szervezetre, a programokra és a diplomákra is vonatkozik.

## Diplomaprogram
Az IB Diplomaprogram egy két éves program, amelyet 1969-ben mutattak be egy majdnem egy évtizedes kutatási és fejlesztési folyamat után, majd 1975-ben hivatalosan is elindították. Az első éveiben csak angolul és franciául tanították a programot, de azóta a spanyol is a hivatalos tanítási nyelvei közé tartozik.

### Tantárgyak
Az alábbi tantárgyak tartoznak az IB Diplomaprogramba, a legtöbb elérhető alap és emelt szinten is. Nem minden tantárgyat tanít minden iskola. Minden tanuló kötelezett az első öt csoportból választani egy tantárgyat, majd egyet a hatodikból vagy egyet a harmadik és negyedik egyikéből.
A tárgyakat egytől hétig terjedő skálán osztályozzák.
| Első csoport – Nyelv-, és Irodalomtan - Nyelv A: Irodalom - Nyelv A: Irodalom és Nyelvtan - Irodalom és előadás (csak alapszint) Második csoport – Nyelvtanulmányok - Modern nyelvek - Ab initio Nyelv (csak alapszint) - B Nyelv - Klasszikus nyelvek - Görög - Latin - Online elérhető nyelvek - Spanyol, mandarin, francia ab initio programok - Spanyol alapszintű B Harmadik csoport – Az Egyén és Közösségek - Üzletvezetés - Közgazdaságtan - Földrajz - Világpolitika - Történelem - Digitális társadalom - Filozófia - Pszichológia - Szociális és kulturális embertan - Vallások a világon (csak alapszint) | Negyedik csoport – Tudományok - Biológia - Számítástechnika - Kémia - Design technológia - Fizika - Sport, edzés és egészségtudomány Ötödik csoport – Matematika - Matematika (AI): Alkalmazás és értelmezés - Matematika (AA): Elemzés és értelmezésmódok Mindkét tárgyat lehet alap-, és emelt szinten is tanulni. A matematika tantárgyak közül általában az Elemzés és értelmezésmódok tantárgyat tartják a nehezebb és sokkal mélyebb tudást szükségeltető tárgynak, nagyban különbözik a kettő tartalma. Hatodik csoport – Művészetek Ez a csoport az egyetlen a diplomaprogramban, amelyik nem kötelező a tanulók számára. - Tánc - Zene - Film - Színház - Vizuális művészetek |

Kétcsoportos tantárgyak
A Rendszerek és Közösségek környezetünkben tantárgy választható a harmadik és negyedik csoportban is, teljesíti mindkettő elvárásait. Csak alapszinten tanulható. Ugyanez igaz az Irodalom és előadás tantárgyra is, bár ez általában az első csoportban van feltüntetve.

### Elvárások
A diploma megszerzéséhez a következő programokon/tantárgyakban kell még részt vennie a tanulóknak, választott tárgyaik mellett:
- Hosszúesszé (Extended Essay) megírása: A tanulóknak egy maximum 4000 szavas esszét kell írniuk egy általuk választott témában
- Theory of Knowledge (magyarul: A Tudás Elmélete) órákon való részvétel és az ahhoz kapcsolódó 1600 szavas esszé megírása, egy bemutató mellett
- CAS-program (Kreativitás, Aktivitás, Szolgálat): a tanulók a három kategóriában folytonosan részt vesznek különböző programokon az IB két éve alatt. Teljesítéséért saját maguk felelősek

A diploma megszerzéséhez a következő kitételeket kell elérnie a tanulóknak:
- Legalább három (és maximum négy) emelt szintű tantárgy
- Legalább hat tantárgy
- Végső vizsgajegyek:[17]
  - Nem lehet egyes jegye egy tantárgyban se a tanulónak.
  - Maximum két kettest szerezhet egy tanuló.
  - Maximum három hármast vagy annál rosszabb jegyet szerezhet egy tanuló.
  - Legalább 9 pontot kellett szereznie alapszintű tantárgyaiból.
  - Legalább 12 pontot kellett szereznie emeltszintű tantárgyaiból.
  - Legalább 24 pontot kellett szereznie diplomáján.

## Főigazgatók
A főigazgató terminusa 2006 óta hét évig tart.
| Név                 | Időszak   | Megjegyzés                                                                                     |
| ------------------- | --------- | ---------------------------------------------------------------------------------------------- |
| Alec Peterson       | 1968–1977 | A szervezet egyik fontos alapítója                                                             |
| Gérard Renaud       | 1977–1983 | Az IB-diplomaprogram és a IB Középső évek-program kialakítója                                  |
| Roger Peel          | 1983–1998 | A szervezet leghosszabb ideig hivatalban lévő főigazgatója                                     |
| Derek Blackman      | 1998–1999 | A szervezet legrövidebb ideig hivatalban lévő főigazgatója, a vizsgabizottság elnöke           |
| George Walker       | 1999–2005 |                                                                                                |
| Jeffrey Beard       | 2006–2013 |                                                                                                |
| Siva Kumari         | 2014–2021 | A szervezet első női főigazgatója                                                              |
| Olli-Pekka Heinonen | 2021–     | Az első kinevezett főigazgató, aki korábban politikai pozíciót is betöltött (Nemzeti Koalíció) |

## Iskolák
A 2024–2025-ös tanévben 165 ország és terület rendelkezik iskolával, amelyben elérhető az International Baccalaureate.
| Ország                          | Első évek | Középső évek | Diploma | Karrier | Iskolák |
| ------------------------------- | --------- | ------------ | ------- | ------- | ------- |
| Amerikai Egyesült Államok       | 649       | 768          | 938     | 184     | 1924    |
| Kanada                          | 107       | 168          | 185     | 7       | 381     |
| Kína                            | 183       | 79           | 166     | 6       | 296     |
| Spanyolország                   | 75        | 60           | 210     | 2       | 243     |
| India                           | 149       | 67           | 166     | 34      | 227     |
| Ausztrália                      | 148       | 46           | 85      | 5       | 213     |
| Egyesült Királyság              | 25        | 32           | 101     | 36      | 132     |
| Törökország                     | 68        | 15           | 73      | 0       | 117     |
| Mexikó                          | 60        | 47           | 79      | 18      | 115     |
| Japán                           | 61        | 39           | 69      | 0       | 115     |
| Ecuador                         | 24        | 26           | 82      | 0       | 83      |
| Németország                     | 26        | 18           | 79      | 5       | 82      |
| Peru                            | 18        | 12           | 78      | 2       | 81      |
| Kolumbia                        | 24        | 18           | 71      | 7       | 75      |
| Hongkong                        | 41        | 16           | 38      | 7       | 71      |
| Indonézia                       | 41        | 25           | 50      | 5       | 70      |
| Lengyelország                   | 14        | 20           | 60      | 0       | 69      |
| Egyesült Arab Emírségek         | 38        | 29           | 58      | 22      | 63      |
| Brazília                        | 28        | 15           | 53      | 0       | 63      |
| Argentína                       | 4         | 2            | 53      | 0       | 54      |
| Svájc                           | 14        | 13           | 51      | 5       | 54      |
| Costa Rica                      | 3         | 3            | 53      | 0       | 53      |
| Egyiptom                        | 24        | 19           | 41      | 1       | 51      |
| Dél-Korea                       | 25        | 22           | 19      | 1       | 48      |
| Norvégia                        | 22        | 23           | 26      | 1       | 46      |
| Olaszország                     | 24        | 18           | 36      | 0       | 44      |
| Svédország                      | 15        | 15           | 32      | 2       | 44      |
| Szingapúr                       | 23        | 9            | 30      | 3       | 41      |
| Thaiföld                        | 16        | 11           | 28      | 7       | 35      |
| Oroszország                     | 20        | 16           | 25      | 0       | 34      |
| Pakisztán                       | 28        | 16           | 14      | 1       | 34      |
| Chile                           | 14        | 13           | 29      | 0       | 32      |
| Szaúd-Arábia                    | 22        | 15           | 17      | 1       | 30      |
| Fülöp-szigetek                  | 11        | 6            | 23      | 1       | 29      |
| Hollandia                       | 15        | 20           | 26      | 6       | 27      |
| Libanon                         | 7         | 4            | 25      | 0       | 26      |
| Franciaország                   | 9         | 7            | 22      | 1       | 24      |
| Malajzia                        | 10        | 10           | 17      | 2       | 23      |
| Vietnám                         | 12        | 5            | 18      | 0       | 22      |
| Görögország                     | 11        | 7            | 15      | 0       | 21      |
| Új-Zéland                       | 12        | 4            | 12      | 0       | 21      |
| Dánia                           | 5         | 5            | 17      | 0       | 20      |
| Jordánia                        | 11        | 15           | 18      | 2       | 19      |
| Katar                           | 13        | 10           | 16      | 2       | 19      |
| Finnország                      | 3         | 4            | 16      | 2       | 19      |
| Ausztria                        | 5         | 7            | 17      | 1       | 18      |
| Portugália                      | 4         | 4            | 16      | 0       | 16      |
| Bahrein                         | 2         | 2            | 16      | 1       | 16      |
| Csehország                      | 3         | 2            | 16      | 1       | 16      |
| Litvánia                        | 4         | 4            | 13      | 0       | 16      |
| Tajvan                          | 4         | 7            | 12      | 3       | 15      |
| Marokkó                         | 2         | 7            | 6       | 0       | 15      |
| Ghána                           | 8         | 5            | 10      | 1       | 14      |
| Kazahsztán                      | 11        | 10           | 6       | 1       | 14      |
| Belgium                         | 6         | 8            | 13      | 3       | 13      |
| Venezuela                       | 0         | 2            | 13      | 1       | 13      |
| Románia                         | 5         | 4            | 12      | 0       | 13      |
| Kenya                           | 4         | 4            | 9       | 2       | 12      |
| Dél-afrikai Köztársaság         | 10        | 3            | 3       | 0       | 12      |
| Magyarország                    | 1         | 2            | 11      | 0       | 11      |
| Uruguay                         | 3         | 4            | 9       | 1       | 11      |
| Bulgária                        | 2         | 3            | 9       | 1       | 11      |
| Banglades                       | 9         | 4            | 8       | 1       | 11      |
| Azerbajdzsán                    | 7         | 5            | 8       | 1       | 10      |
| Szlovákia                       | 5         | 3            | 8       | 0       | 10      |
| Lettország                      | 3         | 4            | 8       | 1       | 9       |
| Panama                          | 4         | 4            | 7       | 0       | 9       |
| Horvátország                    | 4         | 2            | 6       | 0       | 9       |
| Tunézia                         | 6         | 5            | 4       | 0       | 9       |
| Irak                            | 8         | 4            | 3       | 0       | 9       |
| Omán                            | 7         | 5            | 6       | 0       | 8       |
| Szlovénia                       | 2         | 3            | 6       | 0       | 8       |
| Szerbia                         | 2         | 2            | 7       | 0       | 7       |
| Szenegál                        | 1         | 2            | 7       | 0       | 7       |
| Kambodzsa                       | 4         | 3            | 6       | 1       | 7       |
| Nepál                           | 6         | 2            | 2       | 0       | 7       |
| Kamerun                         | 1         | 1            | 6       | 0       | 6       |
| Luxemburg                       | 1         | 1            | 6       | 0       | 6       |
| Ukrajna                         | 1         | 1            | 6       | 0       | 6       |
| Izrael                          | 0         | 1            | 6       | 0       | 6       |
| Dominikai Köztársaság           | 0         | 0            | 6       | 0       | 6       |
| Észtország                      | 5         | 4            | 5       | 0       | 6       |
| Mianmar                         | 1         | 0            | 5       | 0       | 6       |
| Üzbegisztán                     | 4         | 4            | 4       | 0       | 6       |
| Észak-Macedónia                 | 4         | 3            | 4       | 0       | 6       |
| Kongói Demokratikus Köztársaság | 4         | 3            | 4       | 0       | 6       |
| Irán                            | 3         | 3            | 3       | 0       | 6       |
| Tanzánia                        | 5         | 4            | 5       | 0       | 5       |
| Mongólia                        | 2         | 1            | 5       | 0       | 5       |
| Bolívia                         | 1         | 1            | 5       | 0       | 5       |
| Ciprus                          | 1         | 1            | 5       | 0       | 5       |
| Paraguay                        | 0         | 0            | 5       | 0       | 5       |
| Írország                        | 2         | 2            | 4       | 0       | 5       |
| Örményország                    | 2         | 1            | 4       | 0       | 5       |
| Salvador                        | 1         | 1            | 4       | 0       | 5       |
| Kuvait                          | 4         | 2            | 3       | 0       | 5       |
| Mauritius                       | 2         | 2            | 3       | 1       | 5       |
| Nigéria                         | 0         | 2            | 3       | 0       | 5       |
| Grúzia                          | 3         | 3            | 4       | 1       | 4       |
| Uganda                          | 2         | 2            | 4       | 0       | 4       |
| Togo                            | 1         | 1            | 4       | 0       | 4       |
| Bosznia-Hercegovina             | 0         | 1            | 4       | 0       | 4       |
| Guatemala                       | 0         | 0            | 4       | 0       | 4       |
| Mozambik                        | 3         | 2            | 3       | 0       | 4       |
| Kajmán-szigetek                 | 3         | 0            | 1       | 0       | 4       |
| Albánia                         | 2         | 2            | 3       | 0       | 3       |
| Bahama-szigetek                 | 3         | 1            | 3       | 1       | 3       |
| Zambia                          | 2         | 1            | 3       | 0       | 3       |
| Makaó                           | 1         | 1            | 3       | 0       | 3       |
| Bermuda                         | 0         | 1            | 3       | 1       | 3       |
| Etiópia                         | 1         | 0            | 3       | 0       | 3       |
| Andorra                         | 0         | 0            | 3       | 1       | 3       |
| Fidzsi-szigetek                 | 3         | 2            | 2       | 0       | 3       |
| Elefántcsontpart                | 0         | 2            | 2       | 0       | 3       |
| Botswana                        | 2         | 1            | 2       | 0       | 3       |
| Gabon                           | 2         | 1            | 2       | 0       | 3       |
| Nicaragua                       | 1         | 1            | 2       | 0       | 3       |
| Palesztina                      | 1         | 1            | 2       | 0       | 3       |
| Puerto Rico                     | 2         | 2            | 2       | 0       | 2       |
| Szudán                          | 2         | 1            | 2       | 0       | 2       |
| Kirgizisztán                    | 1         | 1            | 2       | 0       | 2       |
| Montenegró                      | 1         | 1            | 2       | 0       | 2       |
| Málta                           | 0         | 1            | 2       | 1       | 2       |
| Brunei                          | 0         | 0            | 2       | 0       | 2       |
| Burkina Faso                    | 0         | 0            | 2       | 0       | 2       |
| Jamaica                         | 0         | 0            | 2       | 0       | 2       |
| Laosz                           | 2         | 1            | 1       | 0       | 2       |
| Izland                          | 0         | 1            | 1       | 0       | 2       |
| Szváziföld                      | 0         | 1            | 1       | 0       | 2       |
| Monaco                          | 1         | 1            | 1       | 1       | 1       |
| Ruanda                          | 1         | 1            | 1       | 1       | 1       |
| Angola                          | 1         | 1            | 1       | 0       | 1       |
| Barbados                        | 1         | 1            | 1       | 0       | 1       |
| Brit Virgin-szigetek            | 1         | 1            | 1       | 0       | 1       |
| Koszovó                         | 1         | 1            | 1       | 0       | 1       |
| Madagaszkár                     | 1         | 1            | 1       | 0       | 1       |
| Malawi                          | 1         | 1            | 1       | 0       | 1       |
| Namíbia                         | 1         | 1            | 1       | 0       | 1       |
| Srí Lanka                       | 1         | 1            | 1       | 0       | 1       |
| Zimbabwe                        | 1         | 1            | 1       | 0       | 1       |
| Amerikai Virgin-szigetek        | 0         | 1            | 1       | 0       | 1       |
| Burundi                         | 0         | 1            | 1       | 0       | 1       |
| Curaçao                         | 0         | 1            | 1       | 0       | 1       |
| Guernsey Bailiffség             | 0         | 0            | 1       | 1       | 1       |
| Jersey Bailiffség               | 0         | 0            | 1       | 1       | 1       |
| Antigua és Barbuda              | 0         | 0            | 1       | 0       | 1       |
| Eritrea                         | 0         | 0            | 1       | 0       | 1       |
| Fehéroroszország                | 0         | 0            | 1       | 0       | 1       |
| Guam                            | 0         | 0            | 1       | 0       | 1       |
| Honduras                        | 0         | 0            | 1       | 0       | 1       |
| Kuba                            | 0         | 0            | 1       | 0       | 1       |
| Lesotho                         | 0         | 0            | 1       | 0       | 1       |
| Libéria                         | 0         | 0            | 1       | 0       | 1       |
| Man sziget                      | 0         | 0            | 1       | 0       | 1       |
| Mali                            | 0         | 0            | 1       | 0       | 1       |
| Niger                           | 0         | 0            | 1       | 0       | 1       |
| Pápua Új-Guinea                 | 0         | 0            | 1       | 0       | 1       |
| Sint Maarten                    | 0         | 0            | 1       | 0       | 1       |
| Szomália                        | 1         | 1            | 0       | 0       | 1       |
| Trinidad és Tobago              | 1         | 1            | 0       | 0       | 1       |
| Benin                           | 0         | 1            | 0       | 0       | 1       |
| Kongói Köztársaság              | 0         | 1            | 0       | 0       | 1       |
| Anguilla                        | 1         | 0            | 0       | 0       | 1       |
| Kelet-Timor                     | 1         | 0            | 0       | 0       | 1       |
| Salamon-szigetek                | 1         | 0            | 0       | 0       | 1       |
| Összesen                        | 2392      | 2006         | 3803    | 408     | 5892    |

A táblázat sorrendje:
1. iskolák száma
2. diplomaprogramok száma
3. középső éves programok száma
4. első éves programok száma
5. karrierprogramok száma

## IB-iskolák Magyarországon
Az IB először 1992-ben jelent meg Magyarországon, azóta tizenegy iskolában tanítják különböző programjait az országban. A tizenegy iskolából mindben lehet IB-diplomát szerezni:
- American International School of Budapest (AISB)[29]
- BME Két Tanítási Nyelvű Gimnázium[30]
- Budapest British International School (BBIS)[31]
- British International School Budapest (BISB)[32]
- International School of Budapest (ISB)[33]
- International School of Debrecen (ISD)[34]
- Karinthy Frigyes Gimnázium[35]
- Kőrösi Csoma Sándor Két Tanítási Nyelvű Baptista Gimnázium[36]
- SEK Budapest International School[37]
- Tóth Árpád Gimnázium[38]
- SZTE Báthory István Gyakorló Gimnázium és Általános Iskola (2025–től)[39]

## Vitás esetek

### 2020-as vizsgaeredmények
Az IB-t kritizálták a 2020-as májusi és novemberi vizsgaidőszakok során is. 2020 márciusában bejelentették, hogy a Covid19-pandémia következtében 2020-ra lemondják a vizsgákat. Azt írták, hogy ehelyett a végső eredményeket a tanulók addig elért eredményei, a tanárok által jósolt jegyek és az iskola korábbi eredményei alapján fogják kiszámolni. Az IB egy szóvivője a következőt nyilatkozta: „A végső jegyek hivatalossá tétele előtt ezt a folyamatot oktatási statisztikai szakértők tesztelték és biztossá tették, hogy a metódus robusztus volt. Összehasonlították az elmúlt öt év eredményeivel is.” 2020 júliusában az IB kiadta a 2020-as májusi vizsgaidőszak eredményeit. Több ezren aláírtak egy petíciót, hogy a szervezet adjon ki egy egyértelműsítést a jegyekkel kapcsolatban, hogy ingyen lehessen kérni új jegyek kiadását és, hogy legyen lehetőségük a diákoknak megírni a teszteket. Az IB erre azzal válaszolt, hogy alaposan meg fogják vizsgálni az eredményeket.
Azt is megkérdőjelezték sokan, hogy az iskola eredményeinek felhasználás milyen hatással van és mennyire előnytelen alacsony bevétellel rendelkező területekre és kisebb iskolákra.

### 2021-es vizsgaidőszak és eredmények
2020 augusztusában a pandémia miatt az IB bejelentette, hogy nagy változtatások jönnek a 2021-es vizsgaidőszakra. Több vizsgát is eltávolítottak az elvárások közül különböző tantárgyakból, más esetekben pedig lerövidítették őket, vagy eltávolítottak felesleges szekciókat a tantervből (ezt a 2022-es vizsgaidőszakra is továbbvitték). 2021. február 4-én az IB bejelentette, hogy két lehetőséget ad régió szerint az iskoláknak: ahol lehetséges a vizsgák biztonságos lebonyolítása, ott azoknak meg kell történniük. Ezt nevezték a „vizsga útnak.” Az „alternatív út” szerint pedig az előző évhez hasonlóan korábban megszerzett és tanárok által jósolt jegyek szerint adtak eredményeket. Több diák is úgy nyilatkozott, hogy a vizsgák rossz hatással lehetnek mentális egészségükre a körülmények között és esetlegesen negatív befolyással lehetnek egyetemre való felvételükön. Azt követően is kritizálták az IB döntését, miután a Cambridge is lemondta az IGCSE és az A-levels vizsgákat.
2021 elején az IB bejelentette, hogy Paula Wilcock, a vizsgákért felelős igazgató eltávozik pozíciójáról.
Egyéb problémák közé tartozott a jegyek inflációja, az átlag 29 pontról 33 pontra emelkedett az évben.

### 2024-es vizsgák kiszivárgása
Április végén, május elején több különböző tantárgy záróvizsgája is kiszivárgott az r/pirateIB subredditen keresztül, amik közé tartozott a fizika, biológia, kémia, angol, kínai nyelv, német nyelv, pszichológia, földrajz, üzletvezetés, informatika és világpolitika. Az IBO először május 4-én adott ki közleményt a helyzetről, a diákokat napokig kérdéses helyzetbe helyezve a történtekkel kapcsolatban. A közleményben a szervezet megosztotta, hogy tudomására jutott, hogy diákok kisebb csoportja „időzóna-csalással” hozzájutott a vizsgákhoz, kijelentve, hogy a csalás mértéke kicsi volt. A South China Morning Post információi szerint viszont több, mint 45 ezren letöltötték az egyik dokumentumot. Sokan kijelentették, hogy ez könnyen a jegyek inflációjához vezethet, a csalásban nem résztvevő diákokat negatívan befolyásolva.
Május során ezek mellett az IBO szervezetét hacker-támadás érte, aminek következtében 2018-as információk nyilvánosságra kerültek, többek között munkatársak nevei, pozíciói, e-mailjei. Ennek ellenére kijelentették, hogy vizsgákkal kapcsolatos anyagokat nem loptak el a cégtől.

## Híres emberek, akik részt vettek a programon
- Randa Abdel-Fattah, író, diplomáját az Ausztrál Nemzetközi Akadémia tanulójaként szerezte.
- George Miller (Joji), énekes, dalszerző, producer, író, korábban internetes személyiség, diplomáját a japán Kanadai Akadémia tanulójaként szerezte.
- Olajide Olatunji (KSI), énekes, dalszerző, ökölvívó, YouTube-személyiség, üzletember.
- Douglas Alexander, a brit Munkáspárt politikusa és korábban a Külügyminisztérium egy minisztere, diplomáját a kanadai Pearson College UWC tanulójaként szerezte.
- Justin Trudeau, Kanada miniszterelnöke, a kanadai Liberális Párt vezetője, diplomáját a Collège Jean-de-Brébeuf tanulójaként szerezte 1991-ben.
- Nadiem Makarim, Indonézia Oktatási, kulturális, technológiai és kutatási minisztere, a Gojek alapítója, diplomáját a United World College of South East Asia tanulójaként szerezte.
- Khairy Jamaluddin, maláj politikus, diplomáját a United World College of South East Asia tanulójaként szerezte.
- Kim Dzsongun, Észak-Korea vezetője, Svájcban tanult, de diplomáját nem kapta meg.
- Maudy Ayunda, indonéz énekes, diplomáját a Jakartai Brit Iskola tanulójaként szerezte.
- Marina Diamandis, walesi zenész, diplomáját a görög St. Catherine’s British School tanulójaként szerezte.
- Gael García Bernal, színész, diplomáját a Edron Akadémia tanulójaként szerezte.
- Hoside Akihiko, asztronauta, diplomáját a United World College of South East Asia tanulójaként szerezte.
- Raíja bint Husszein hercegnő, Jordánia Husszein királyának lánya, diplomáját a United World College of the Atlantic tanulójaként szerezte.
- Lauren Jauregui, kubai-amerikai énekes, dalszerző, táncos, a Fifth Harmony korábbi tagja, diplomáját a Carrollton School of the Sacred Heart tanulójaként szerezte.
- Ken Jennings, amerikai kvízműsor szereplő, a Jeopardy! rekordtartója, diplomáját a Seoul Foreign School tanulójaként szerezte.
- Robbie Kay, színész, diplomáját a Houstoni Brit Iskola tanulójaként szerezte.
- Kesha, amerikai énekes, diplomáját a Brentwood Középiskola tanulójaként szerezte.
- Dustin Moskovitz, a Facebook egyik alapítója, diplomáját a Vanguard Középiskola tanulójaként szerezte.
- Carey Mulligan, színész, diplomáját a Düsseldorfi Nemzetközi Iskola tanulójaként szerezte.
- Mohamed Nasheed, politikus, a Maldív-szigetek korábbi elnöke, diplomáját az Overseas Children’s School tanulójaként szerezte.
- Lupita Nyong’o, kenyai színész, diplomáját a St. Mary’s School tanulójaként szerezte.
- Jorma Ollila, a Nokia korábbi vezérigazgatója, diplomáját a United World College of the Atlantic tanulójaként szerezte.
- Ignacio Padilla, mexikói író, diplomáját a Waterford Kamhlaba United World College of Southern Africa tanulójaként szerezte.
- Julie Payette, Kanada főkormányzója, asztronauta, diplomáját a United World College of the Atlantic tanulójaként szerezte.
- Peter Sands, a Standard Chartered Bank korábbi vezérigazgatója, diplomáját a Pearson College UWC tanulójaként szerezte.
- Ebba Busch Thor, a svéd Kereszténydemokraták vezetője
- Vilmos Sándor holland király, Hollandia királya, diplomáját a United World College of the Atlantic tanulójaként szerezte.
- Nico Rosberg, korábbi Formula–1-es versenyző, a Mercedes-AMG Petronas pilótája, 2016-os világbajnok. diplomáját az International School of Nice tanulójaként szerezte.
- Benjámin de Bohun, amerikai-magyar filmrendező, producer, közszereplő és aktivista, diplomáját a Mission Viejo Középiskola tanulójaként szerezte.